# Fisherman's Friend

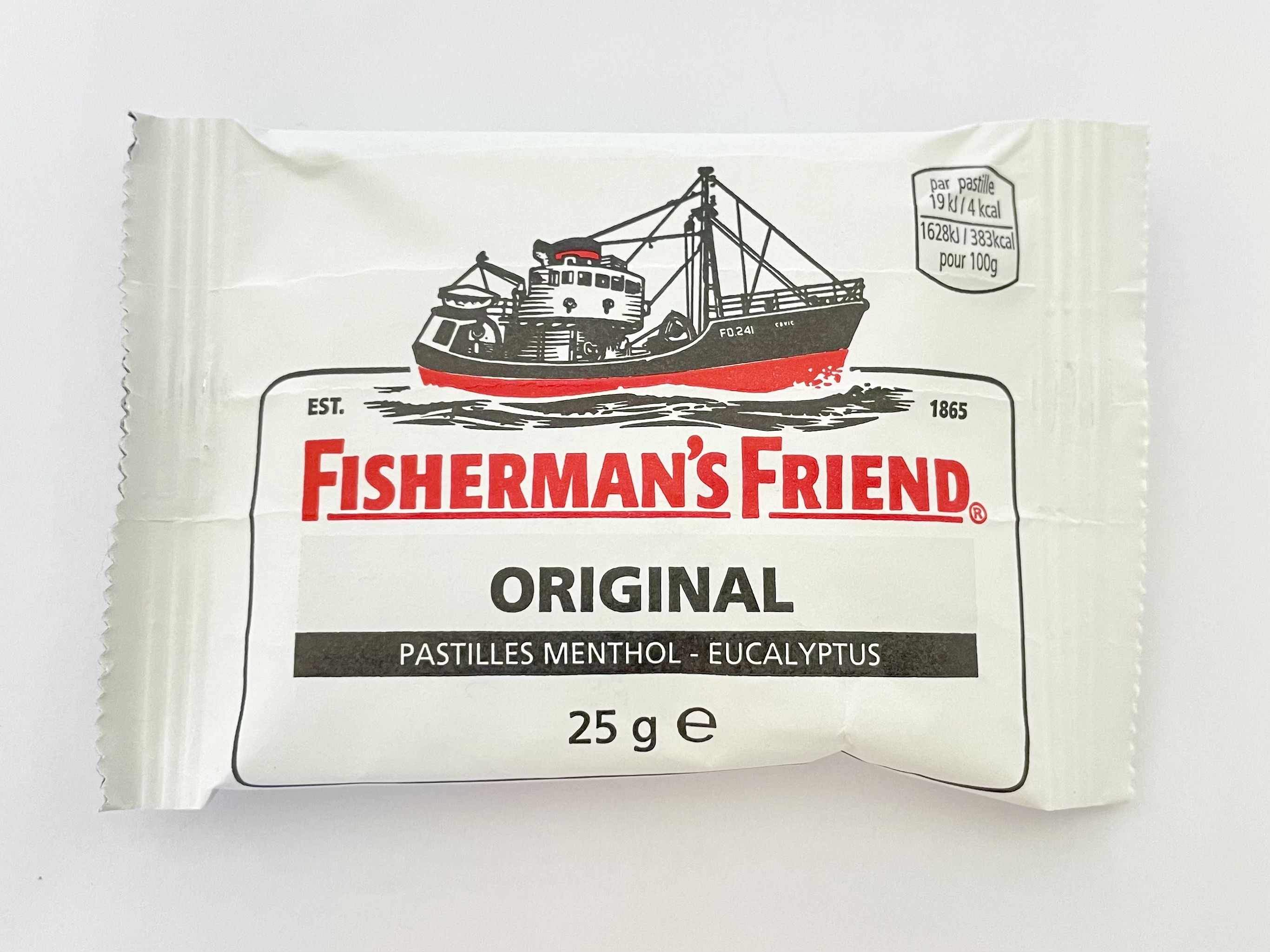
Sachet 25g de Fisherman's Friend

Fisherman's Friend (anglais pour L'ami du pêcheur) est une marque de pastilles rafraichissantes fortement mentholées, produites à Fleetwood, dans le Lancastre (Angleterre).
Le produit a été créé à l'origine en 1865 par James Lofthouse, un jeune pharmacien, pour soulager les pêcheurs de poissons de fonds marins des mers nordiques de leurs problèmes respiratoires et du mal de mer à bord. Conçu au départ comme un liquide extrêmement fort contenant de la menthe et de l'eucalyptus, James Lofthouse l'a transformé en de petites pastilles compactes, plus faciles à transporter et à administrer.
Ces pastilles sont de nos jours distribuées dans une centaine de pays, avec une gamme étendue de saveurs.

## Arômes
- Original
- Menthe
- Cassis
- Cannelle
- Cerise
- Spearmint
- Citron
- Eucalyptus
- Framboise
- Miel & Citron
- Anis
- Menthe (avec sucre)